# 小博比利夫卡
小博比利夫卡（烏克蘭語：Мала Бобилівка）是烏克蘭東北部的舊村，曾經由蘇梅州的赫盧希夫區負責管轄，處於克列文河畔，距離波塔皮夫卡3公里，1982年人口10。